# Берио, Шарль Огюст де
Шарль Огюст де Берио́ (фр. Charles Auguste de Bériot; 20 февраля 1802, Лёвен — 8 апреля 1870, Брюссель) — бельгийский скрипач, композитор, музыкальный педагог. Муж певицы Марии Малибран, отец пианиста Шарля Вильфрида де Берио.

## Биография
Оставшись сиротой в девятилетнем возрасте, был отдан в опеку своему учителю музыки и другу своего отца, скрипачу Жану Франсуа Тиби, ученику Джамбаттиста Виотти. В те же девять лет дебютировал как солист, успешно исполнив концерт Виотти, затем совершенствовал своё мастерство под руководством другого его ученика, Андре Робберехтса. В 1821 году Берио перебрался из Бельгии в Париж и некоторое время занимался у Пьера Байо, но не был удовлетворён этим наставничеством; в то же время игра Берио получила одобрение самого Виотти.
В 1824—1826 годах Берио был придворным скрипачом в Париже, в 1826 году выступил с гастролями в Великобритании и США. Затем вернулся в Бельгию, принадлежавшую в этот период Нидерландам, и получил должность придворного скрипача при брюссельском дворе короля Виллема I, упразднённую в результате Бельгийской революции 1830 года. На протяжении 1830-х годов Берио интенсивно гастролировал, в том числе с певицей Марией Малибран, своей гражданской женой, незадолго до смерти оформившей брак с Берио благодаря успешному завершению длительных бракоразводных дел с предыдущим мужем.
В 1842 году Шарль Огюст де Берио так и не получил ожидаемого предложения занять кафедру скрипки в Парижской консерватории, освободившуюся после смерти Байо, а потому вместо этого c 1843 года вёл скрипичный класс в Брюссельской консерватории, где его непосредственным учеником был Анри Вьетан; вообще же с именем Берио связывают рождение франко-бельгийской виртуозно-романтической скрипичной школы, к которой в дальнейшем принадлежали Юбер Леонар, Ламбер Массар, Анри Марто, Эжен Изаи и др. Учебник скрипичной игры Берио (фр. L'École transcendantale du violon; 1858), переведённый на большинство европейских языков, вплоть до середины XX века был (по крайней мере, в России) самым распространённым учебным пособием, на его основе делали свои первые шаги многие поколения скрипачей. В 1852 г. в связи с прогрессирующей слепотой Берио вышел в отставку. Паралич левой руки закончил его карьеру в 1866 году. Хирурги ампутировали левую руку, чтобы облегчить боль.
Наиболее существенная часть композиторского наследия Берио — десять концертов для скрипки с оркестром. В то же время и сольные скрипичные пьесы Берио, включая этюды педагогического назначения, наряду с технической виртуозностью достигают художественного блеска.